# Kristus i Getsemane (Bellini)
Kristus i Getsemane är en temperamålning av den italienske renässanskonstnären Giovanni Bellini. Den målades 1458–1460 ingår sedan 1863 i National Gallerys samlingar i London. 
Motivet visar en scen ur passionshistorien i Nya testamentet som nämns i Matteus- (26:36–47), Markus- (14:32–43) och Lukasevangelierna (22:39–47). Efter den sista måltiden begav sig Jesus med lärjungarna Petrus, Jakob och Johannes till Getsemane för att bedja. Han hade svår ångest på grund av kampen mellan sin mänskliga svaghet och den gudomliga förtröstan på att han skulle uppstå. Han sade till lärjungarna: "Min själ är bedrövad ända till döds. Stanna här och vaka över mig". Tre gånger gick han en bit ifrån dem och föll ner på marken för att be till sin fader om att få slippa denna stund. Tre gånger återvände han till lärjungarna; alla gånger hade de fallit i sömn. Sista gången, efter att en ängel uppenbarat sig på himlen och givit honom kraft, sade Jesus: "Ja, ni sover och vilar er. Men nu är stunden här då Människosonen skall överlämnas i syndarnas händer. Stig upp, låt oss gå. Här kommer han som skall förråda mig." I bakgrunden syns en grupp soldater, anförda av förrädaren Judas, närma sig för att gripa Jesus. 
Bellini var inspirerad av sin jämngamla svåger Andrea Mantegna som 1455–1456 hade målat en liknande tavla med samma namn och motiv (även den är utställd på National Gallery). Han var i sin tur inspirerad av en teckning av Jacopo Bellini, Giovanni Bellinis fars. Båda målarna har förlagt scenen till ett ödsligt klipplandskap och skildrar den bedjande Jesus till hälften bortvänd, isolerad på sin klippavsats, barfota och sårbar. Han är helt upptagen av samtalet med sin fader och tanken på sitt kommande öde. I båda målningarna ser vi soldater som närmar sig för att gripa Jesus. Men det finns skillnader i stämningen mellan de båda verken där Mantegnas värld är hårdare och mer konfrontativ, skarpare klippformationer, mörkare färgnyanser och en svart korp i trädet som symboliserar Jesus förestående död. Ett annat exempel på att Mantegna och Bellini inspirerade varandra att måla samma motiv är Jesu frambärande i templet.